# Фонтхонг
Фонтхонг (тай.ฝนทอง — дождевая капля) — надстрочный диакритический знак тайской письменности, похожий на апостроф ('). В отдельности обозначает ваннаюк май эк (тональный знак второго тона). В контакте с пхинтуи обозначает долгий «И» и участвует в образовании трёх разновидностей тайского слога.

## Кхмерский бантак
В кхмерском языке фонтхонг (кхмер. бантак) служит для обозначения кратких гласных и в контакте с другими знаками участвует в обозначении четырёх гласных звуков и дифтонгов.
- Кхмерский пин бантак.
- Лаосский пин фонтонг